# 주세페 블란크

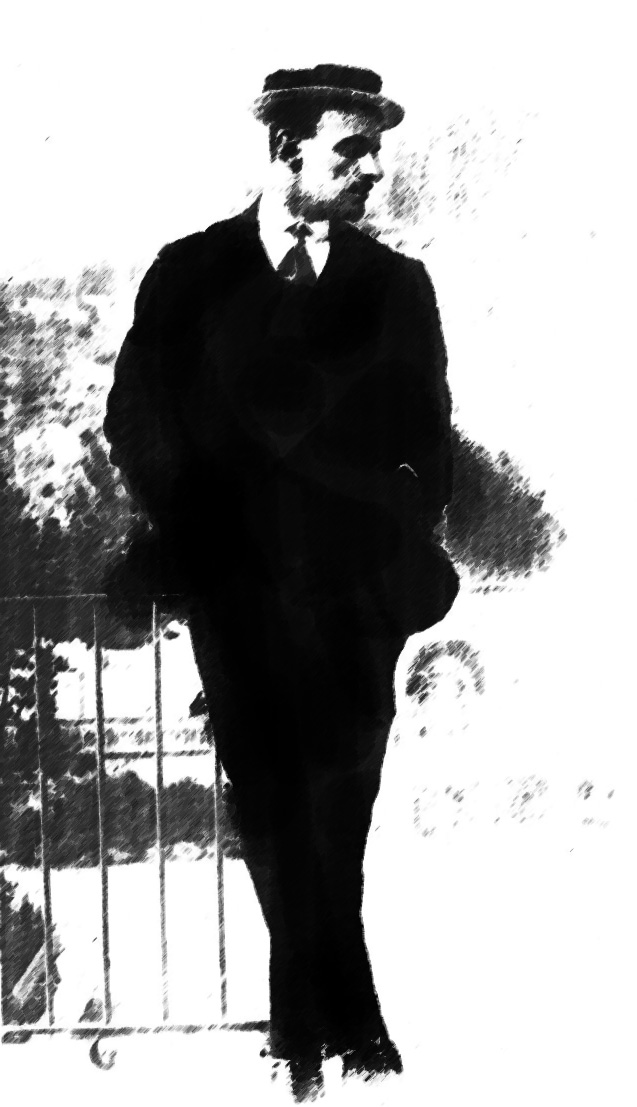

주세페 블란크(Giuseppe Blanc, 1886년 4월 11일 ~ 1969년 12월 7일)은 이탈리아의 작곡가이다.
그는 소말리아의 옛 국가와, 국가 파시스트당의 당가인 〈조비네차〉를 작곡했다.